# Alekseï Popov
Pour les articles homonymes, voir Popov.
Alekseï Dmitrievitch Popov (en russe : Алексей Дмитриевич Попо́в), né le 5 avril 1892 à Nikolaïevsk et mort le 18 août 1961 à Moscou, est un metteur en scène russe et soviétique, Artiste du peuple de l'URSS (1948),.

## Biographie
Alekseï Popov nait à Nikolaïevsk (maintenant dans l'oblast de Saratov). Il étudie à l'école de peinture de Kazan. Accepté en 1912 au Premier Studio du Théâtre d'Art dirigé par Constantin Stanislavski et Leopold Sulerjitski il s'y produit jusqu'en 1918, il y joue entre autres le rôle de Vassili dans La Pensée de Leonid Andreïev, Apollon dans La Provinciale de Tourgueniev, Dante dans La Bonne Espérance d'Heyermans. Sa première expérience de la mise en scène a lieu en 1916, au Studio Mansourov alors dirigé par Evgueny Vakhtangov où il tante l'adaptation de L'Inconnue d'Alexandre Blok, mais ce travail n'aboutira pas.
Il fonde son propre studio à Vitchouga en 1918, qu'il inaugure avec La Bonne Espérance d'Heyermans. En 1918-1923, il travaille à Kostroma comme acteur et comme metteur en scène, en adaptant notamment le Déluge (Sindafloden) de Henning Berger et Le Grillon du foyer de Charles Dickens.
De retour à Moscou en 1923, il fait son début au théâtre Vakhtangov, avec la Comédie de Mérimée. Parmi les meilleurs spectacles de cette période on peut citer Virineya de Lidia Seïfoullina et La Rupture de Boris Lavrenev, mais aussi Les jours des Tourbine et L'Appartement de Zoïka de Mikhaïl Boulgakov. Parallèlement il étudie la cinématographie auprès de Sergueï Eisenstein en 1928-1929.
En 1931, on lui confie la direction du théâtre de la Révolution, où il s'attèle notamment à faire découvrir aux spectateurs les pièces de Nikolaï Pogodine : Poème de la hach, Mon ami, Après le Bal. Son adaptation de Roméo et Juliette est également remarquable, avec Mikhaïl Astangov et Maria Babanova interprétant l'illustre couple shakespearien.
En 1935, il devient directeur artistique du Théâtre académique central de l'Armée russe et se tourne vers les œuvres glorifiant la révolution comme L'Année 1919 de Iosif Prut, Le Ruisseau argenté de Nikolaï Pogodine, Bannière de l'Amiral d'Alexandre Stein, Terres défrichées de Mikhaïl Cholokhov. Il restera à son poste jusqu'en 1958.
Il enseigne à l'Académie russe des arts du théâtre, où il occupe la chaire de professeur depuis 1940. Il est l'auteur d'un ouvrage Souvenirs et réflexions sur le théâtre.
Mort le 18 août 1961 à Moscou, Alekseï Popov est enterré au cimetière de Novodevitchi.

## Distinctions
- prix Staline :
  - 1943 : pour la mise en scène du spectacle Davnym-davno d'Alexandre Gladkov
  - 1950 : pour la mise en scène du spectacle Large steppe de Nikolaï Vinnikov
  - 1951 : pour la mise en scène du spectacle Drapeau d'amiral d'Alexandre Stein
- ordre de Lénine
- Artiste du peuple de l'URSS : 1948

## Filmographie
- 1961 : La Mégère apprivoisée (Укрощение строптивой, Ukrochtchenie stroptivoï) de Sergueï Kolossov : metteur en scène